# Sharon Christa McAuliffe
Sharon Christa McAuliffe (született Sharon Christa Corrigan) (Boston, Massachusetts, 1948. szeptember 2. – Cape Canaveral, Florida, 1986. január 28.) amerikai tanárnő és kiképzett civil űrhajós. A Challenger-katasztrófa civil áldozata. Mivel a baleset még a légkörben következett be, az őt szállító űrsikló nem érte el az űrt.

## Életpálya
1970-ben a Framingham State College keretében történelemből szerzett diplomát. 1978-ban a Bowie State University keretében megvédte diplomáját. 1982-től Concord High Schoolban (New Hampshire) tanárként dolgozott.
1985-ben 11 000 pályázóból választották ki, hogy a Tanár az űrben (közérdeklődés fokozása az űrrepülőgép-program irányába) program keretében az első civil személy legyen a világűrben. A Hughes Communication Inc. vállalat támogatásából 1985. július 19-től a NASA Lyndon B. Johnson Űrközpontjában részesült űrhajóskiképzésben. Első űrszolgálatára indulva összesen 1 perc 13 másodpercet (73 másodperc) töltött a levegőben. Az 1986. január 28-án történt Challenger-katasztrófa során (STS–51–L) vesztette életét.

## Űrrepülések
STS–51–L, a Challenger űrrepülőgép 10. repülésének rakományfelelőse. A tervek szerint iskolásoknak mutatott volna be kísérleteket és két tanórát tartott volna a világűrben. Az űrrepülőgép az indítás utáni 73. másodpercben, kb. 15 km-es magasságban felrobbant, ezért a legénysége nem érte el a világűr határát.

## Emlékezete
A 3352 McAuliffe kisbolygó viseli a nevét. A Holdon egy 19 km átmérőjű krátert neveztek el róla.
Számos iskola és kutatóközpont vette fel a nevét.
30 évvel a katasztrófa után, 2016. január 28-án több tucatnyi olyan tanár gyűlt össze a Cape Canaveral Űrközpontban, akik annak idején a középdöntőbe jutottak a Tanár az űrben program válogatása során. Az ünnepségen az időközben többnyire nyugdíjazott tanárok mellett megjelent és beszédet tartott McAuliffe fia, Scott McAuliffe és Barbara Morgan, akit eredetileg a balsikerű misszióban McAuliffe tartalékaként képeztek ki.